# Патрик II, граф Данбар
Патрик II (англ. Patrick II, Earl of Dunbar; 1185—1249) — англо-шотландский аристократ XIII века, 5-й граф Данбар (1232—1249), лорд Бинли, один из ведущих деятелей в правление короля Александра II.

## Биография
Представитель шотландского клана Данбар. Старший сын и преемник Патрика I, 4-го графа Данбара в 1182—1232 годах, и Ады, внебрачной дочери шотландского короля Вильгельма I Льва.
В 1232 году после смерти своего отца 46-летний Патрик II унаследовал титулы графа Данбара и лорда Бинли. Возможно, что он управлял отцовскими землями еще до смерти последнего 31 декабря 1232 года, так как его отец был пожилым и болел в течение некоторого времени.
Патрик, граф Данбар, отказался от своего иска к аббатству Мелроуз из-а некоторых спорных земель в Нижнем Лодердейле. В 1235 году Патрик, граф Данбар, Адам, аббат Мелроуза, и Гилберт, епископ Галлоуэя, предприняли военную экспедицию против восставших в провинции Галлоуэй. Он сопровождал короля Шотландии Александра II в Йорк, где в 1237 году стал свидетелем и гарантом мирного договора с английским королем Генрихом III Плантагенетом.
Вскоре после 1242 года граф Данбар был отправлен на подавления восстания тана Аргайла. Граф Данбар упоминается первым среди двадцати четырёх баронов, гарантировавших мирный договор с Англией в 1244 году.
Английский хронист Рафаэль Холиншед сообщал, что граф Данабр сопровождал Линдси из Гленеска и Александра Стюарта из Дендональда в крестовом походе, в котором он умер в 1249 году при осаде Дамьетты в Египте.
До 1213 года Патрик, граф Данбар, женился на Ефимии (ум. 1267), которую историки ранее считали дочерью Уолтера Фицалана, 3-го лорда-стюарда Шотландии (ок. 1198—1246), лорда Кайла, Стратгриффа и Бьюта. Их дети:
- Патрик III де Данбар (ок. 1213—1289), граф Данбар (1249—1289)
- Изабель де Данбар, жена Роджера Фицджона из Уоркуэрта (ум. 1249), сына Джона Фицроберта (ок. 1190—1240).